# Tiszasjön
Tiszasjön (ungerska Tisza-tó), även och ursprungligen Kiskörereservoaren (ungerska Kiskörei-víztározó), är Ungerns tredje största sjö, och den största konstgjorda sjön. Den är belägen utefter Tiszas lopp. Sjön/reservoaren är del av ett dammprojekt inlett 1973.

## Geografi och historik
Tiszasjön är belägen i den sydöstligaste delen av provinsen Heves. Den bildar en utbuktning på floden Tisza, med en nuvarande yta på cirka 127 km². Sjön är 27 kilometer lång. Maxdjupet är 17 meter, men medeldjupet är endast på 1,3 meter. Sjön innehåller små öar på sammanlagt 43 kvadratkilometers yta.
Sedan sjöns tillkomst har den lokala faunan och floran förändrats. På sjön finns bland annat ett av Europas största sjöytor täckta av vit och gul näckros. Sjön innehåller även stora ytor täckta av vattenkastanj.
Sjön är ett resultat av Tiszadammen, som 1973 dämde den stora floden. Dammen och sjön är del av det pågående arbetet med att kontrollera Tiszas periodiska översvämningar. Efter dammbygget fylldes sjön sakta, och på 1990-talet hade den nått sin slutliga storlek.

## Användning
Tiszasjön är dels en vattenreservoar som ska jämna ut följderna av Tiszas ojämna vattenföring. Sedan 1990-talet har ungrare i ökad utsträckning börjat använda sjön som en semesterdestination, som ett alternativ till den överutnyttjade Balatonsjön. Därefter har en turistrelaterad infrastruktur börjat byggas, och Kiskörereservoaren fick samtidigt sitt nuvarande namn och marknadsföring som sjö.
2012 invigdes efter fem års planering ett "ekocenter" i Poroszló. Det hanteras av organisationen "Lake Tisza" med syftet att marknadsföra Tiszasjön som en ekologiskt hållbar turistdestination, bland annat för kanotfärder.
Utefter sjön finns ett 70 kvadratkilometer stort naturreservat.

## Bildgalleri

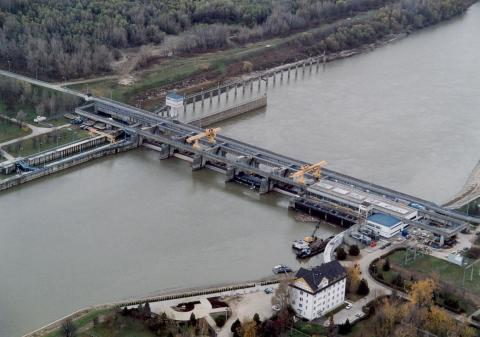
Tiszadammen i Tiszasjöns södra avslutning.
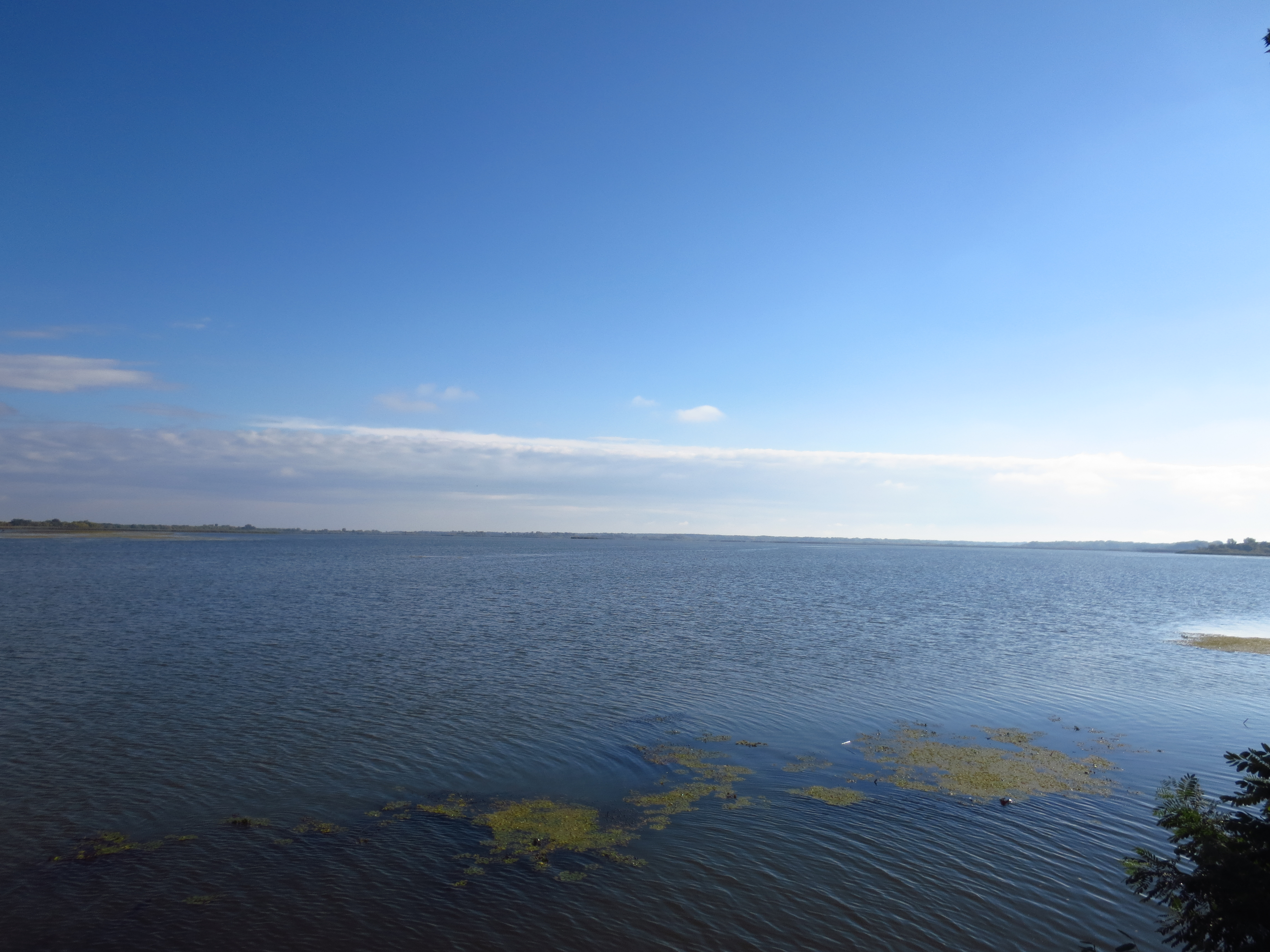
Tiszasjön är vidsträckt men grund.
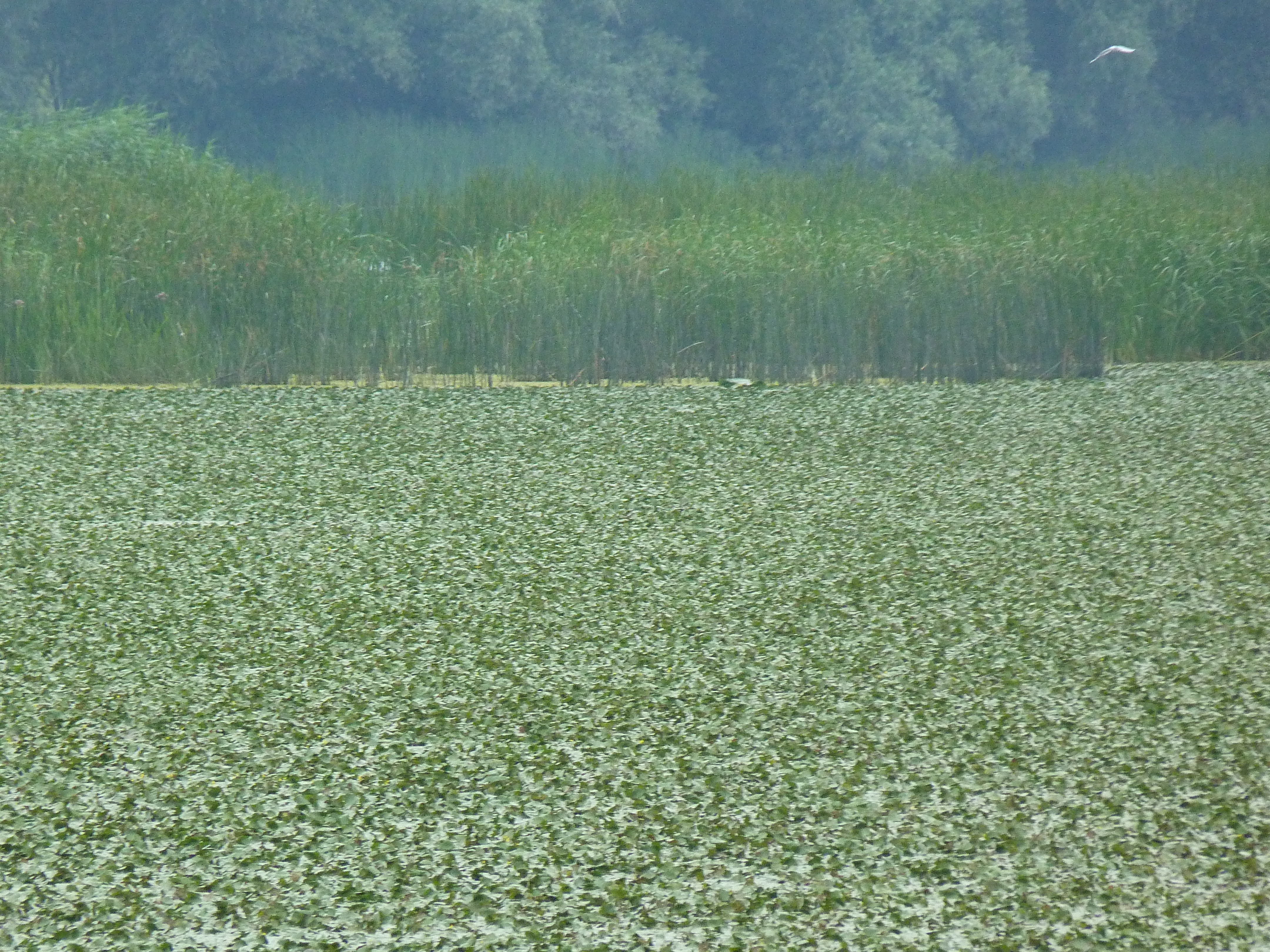
Stora sjöytor täcks av näckros eller vattenkastanj.